# إعاقة بصرية
الإعاقة البصرية أو ضعف البصر أو فقد البصر هو نقص القدرة على الرؤية والذي يسبب مشاكل غير قابلة للحل بالطرق الطبيعية مثل النظارات. البعض أيضا يشملون من لديهم قدرة منخفضة على الرؤية بسبب عدم قدرتهم على الوصول إلى نظارة أو عدسة لاصقة. عادة ما يوصف ضعف البصر على أنه حدة بصر أسوأ من 20/40 أو 20/60. مصطلح العمى يصف حالة ضعف البصر الكلي أو شبه الكلي. قد يسبب ضعف البصر مشاكل للناس في الأنشطة اليومية مثل القيادة والقراءة والتواصل الاجتماعي والمشي.
أشهر أسباب ضعف البصر عالميا هي خطأ الانكسار (43%) وعتامة العين أو الساد (33%) والماء الأزرق (2%). تشمل أخطاء الانكسار قصر النظر ومد البصر وقصر البصر الشيخوخي ولا بؤرية العين. عتامة العين هو أكثر الأسباب شيوعا للعمى. الاضطرابات الأخرى التي قد تسبب مشاكل في الرؤية هي التنكس البقعي في العين بسبب السن واعتلال الشبكية السكري والعين الحمراء وعمى الأطفال وعدد من العدوى. ضعف البصر قد يكون أيضا بسبب مشاكل في المخ مثل السكتة الدماغية والولادة المبكرة والصدمات. إجراء الفحوصات على الأطفال للكشف عن مشاكل البصر قد يحسن الرؤية المستقبلية والإنجازات التعليمية. فحص البالغين بدون وجود أعراض ليس له فائدة واضحة. التشخيص يكون عن طريق فحص العين.
تقدر منظمة الصحة العالمية أن 80% من حالات ضعف البصر يمكن تجنبها أو علاجها بالأدوية. هذا يشمل عتامة العين والعدوى مثل داء كلابية الذنب والتراخوما والماء الأزرق واعتلال الشبكية السكري وخطأ الانكسار غير المعالج وبعض حالات عمى الأطفال. الكثير من المصابين بحالات شديدة من ضعف البصر قد يستفيدون من التأهيل البصري والتغيرات في البيئة والأجهزة المساعدة.
في عام 2015 كان هناك حوالي 940 مليون شخص مصاب بدرجة ما من فقد البصر وحوالي 246 مليون مصاب بضعف البصر وحوالي 39 مليون أعمى. معظم المصابين بضعف البصر في البلاد النامية وفوق سن الخمسين. انخفضت معدلات ضعف البصر بشكل كبير منذ التسعينات. لضعف البصر تكلفة اتقصادية كبيرة بشكل مباشر بسبب تكلفة العلاج وبشكل غير مباشر بسبب نقص القدرة على العمل.

## الأسباب
كانت أكثر الأسباب انتشارا لضعف البصر عالميا في عام 2010 هي:
1. خطأ انكسار (42%)
2. الساد (33%)
3. الماء الأزرق (2%)
4. التنكس البقعي للعين (1%)
5. العين الحمراء (1%)
6. اعتلال الشبكية السكري (1%)
7. عمى الأطفال (1%)
8. التراخوما (1%)
9. غير محدد (18%)[5]

حوالي 90% من المصابين بضعف البصر يعيشون في الدول النامية. التنكس البقعي للعين والماء الأزرق واعتلال الشبكية السكري هي الأسباب الرئيسية لضعف البصر في الدول المتقدمة.

### الساد
من بين هذه الأسباب يعتبر الساد مسئولا عن أكثر من 65% من حالات العمى أو أكثر من 22 مليون حالة في حين أن الماء الأزرق مسئول عن حوالي 6 ملايين حالة.
الساد: هو مرض طفولة خلقي والذي يصف الرمادية أو عتامة العدسات الكريستالية والذي عادة ما يكون بسبب عدوى داخل الرحم أو مرض أيضي أو اضطرابات منقولة جينيا. الساد هو السبب الرئيسي للعمى سواء في الأطفال أو البالغين والذي تتضاعف إمكانية حدوثه مع كل عشر سنوات بعد الأربعين. بناء على ذلك فإن الساد حاليا شائع أكثر في البالغين عن الأطفال. السبب هو أن الناس يواجهون احتمالا أكبر للتعرض للساد مع السن. على الرغم من ذلك فإن الساد يؤدي إلى المزيد من المصاريف المالية والعاطفية بين الأطفال حيث أنه لا بد من أن يخوضون طرق التشخيص المكلفة وإعادة التأهيل لمدة طويلة والمساعدة البصرية. أيضا وطبقا للمجلة السعودية للعلوم الصحية فإن بعض المرضى يعانون من الحول الدائم بعد جراحة الساد في الأطفال لأن الساد يمنع النضج الطبيعي للبصر قبل العملية. على الرغم من التطور الكبير في العلاج لا يزال الساد مشكلة عالمية سواء في البلاد المتقدمة أو البلاد النامية. في الوقت الحاضر وفي ظل النتائج المختلفة بالإضافة إلى القدرة على الوصول إلى الجراحة الغير متساوية فإن أفضل طريقة لتقليل خطر الإصابة بالساد هي تجنب التدخين والتعرض الزائد لأشعة الشمس (الأشعة فوق البنفسجية).

### الماء الأزرق
الماء الأزرق: هو مرض طفولة خلقي في العين والذي يتسم بزيادة الضغط داخل العين أو الضغط العيني الداخلي. يسبب الماء الأزرق فقد مجال الرؤية بالإضافة إلى إلحاق الضرر بالعصب البصري. التشخيص المبكر والعلاج المبكر لمرضى الماء الأزرق هو أمر ضروري لأن الماء الأزرق يشتد مع المستويات غير المستقرة للضغط العيني الداخلي. التحدي الآخر أيضا هو التشخيص الدقيق للماء الأزرق لأن المرض له أربعة أسباب وهي : 1) متلازمة ارتفاع الضغط العيني الالتهابي، 2) إغلاق الزاوية العينية الحاد، 3) الماء الأزرق الناتج عن السترويدات، 4) التغير في التركيب والالتهاب المزمن. بالإضافة إلى ذلك فإن الماء الأزرق في الأطفال عادة ما يكون له أسباب مختلفة ويواجه بعلاج مختلف عن الماء الأزرق في البالغين. حاليا أفضل إشارة على الماء الأزرق في الأطفال هي وصول الضغط العيني الداخلي إلى 21 مم زئبق أو أكثر في عيني الطفل. من أكثر الأسباب شيوعا للماء الأزرق في الأطفال هو جراحة علاج الساد والتي تؤدي إلى الماء الأزرق في حوالي 12.2% بين الأطفال وحوالي 58.7% بين الأطفال في عمر العاشرة.

### العدوى
قد يحدث عمى الأطفال بسبب بعض الحالات المرتبطة بالحمل مثل متلازمة الحصبة الألمانية الخلقية واعتلال الشبكية عند الأطفال الخدج. يسبب مرض الجذام في حوالي مليون حالة عمى سنويا في الدول النامية.
انخفض عدد الأفراد المصابيم بالعمى بسبب التراخوما في العشر سنوات السابقة من 6 ملايين إلى 1.3 مليون مما يجعلها في المرتبة السابعة على قائمة أسباب العمى عالميا.
تقرح القرنية المركزي هو أيضا سبب هام للعمى الأحادي عالميا حيث تؤدي إلى حوالي 850 ألف حالة سنويا لعمى القرنية كل سنة في شبه القارة الهندية فقط. وكنتيجة لذلك فإن تقرح القرنية حاليا في المرتبة الرابعة بين أهم الأسباب المسببة للعمى عالميا.

### الإصابات

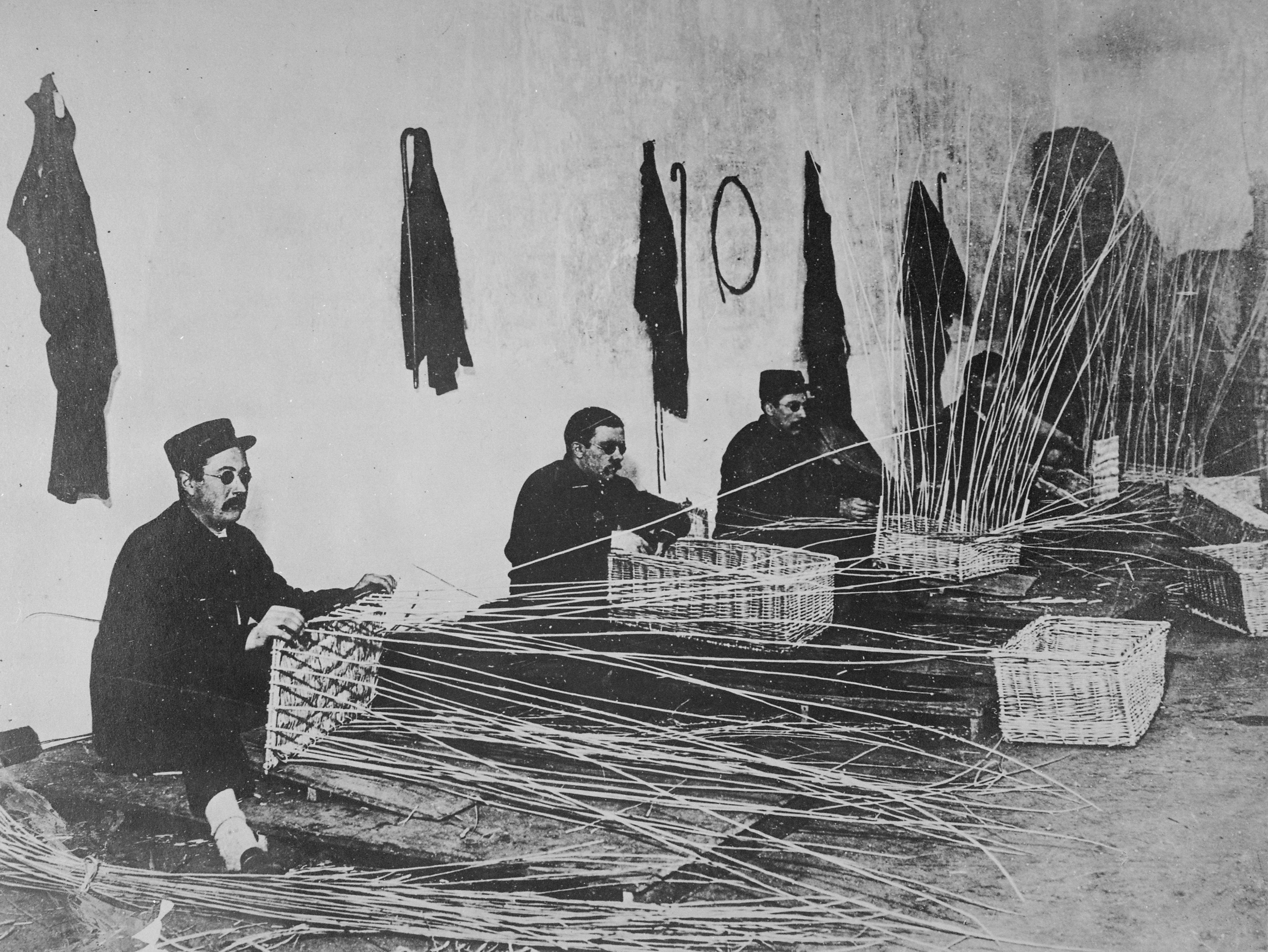
تعليم الجنود الفرنسيين المصابين بالعمى صناعة السلال أثناء الحرب العالمية الأولى.

إصابات العين والتي غالبا ما تحدث للناس تحت سن الثلاثين هي السبب الرئيسي في العمى الأحادي (فقد البصر في عين واحدة) في الولايات المتحدة. الإصابات والساد يؤثران على العين نفسها بينما الحالات الشاذة مثل نقص تنسج العصب البصري تؤثر على حزمة الأعصاب التي ترسل الإشارات من العين إلى مؤخرة المخ مما قد يؤدي إلى نقص حدة الرؤية.
ينتج العمى القشري بسبب إصابة للفص القذالي للمخ مما يمنع المخ من استقبال أو فهم الإشارات القادمة من العصب البصري بصورة صحيحة. تختلف أعراض العمى القشري بشكل كبير بين الأشخاص وقد تكون أكثر حدة في فترات الإرهاق أو الضغط. من الشائع بين المرضى المصابين بالعمى القشري أن يصبح نظرهم أضعف في نهاية اليوم.

### العيوب الجينية
المرضى المصابون بالبرص عادة ما يصابون بضعف البصر لدرجة أن الكثير منهم يصبحون عميانا قانونيا على الرغم من أن القليل منهم يصابون بالعمى الكامل. مرض ليبير الخلقي أيضا قد يسبب عمى كاملا أو ضعف بصر شديد منذ الولادة أو منذ الطفولة المبكرة.

### التسمم
نادرا ينتج العمى بسبب التعرض لبعض المواد الكيميائية. من أشهر الأمثلة الميثانول وهي مادة متوسطة السمية ولكنها تتكسر إلى عناصر مثل الفورمالدهيد وحمض الفورميك والذين بدورهما يسببان العمى بالإضافة إلى مجموعة أخرى من المشاكل الصحية والموت. عند التنافس مع الإيثانول على الأيض فإن الإيثانول يتحلل أيضيا أولا لتتأخر بداية السمية. يوجد الميثانول عادة في الكحول المغير لتجنب الضرائب المفروضة على بيع الإيثانول للاستهلاك البشري.

### أسباب أخرى
- الغمش: هو تصنيف من ضعف البصر أو فقد البصر والذي يسببه عده عوامل غير مرتبطة بخطأ الانكسار أو الأمراض البصرية المتزامنة.[21] يحدث الغمش عندما يفشل النظام البصري للطفل في أن ينضج بصورة طبيعية لأن الطفل يعاني من ميلاد مبكر أو من الحصبة أو نقص فيتامين أ أو التهاب السحايا.[22] إذا لم يتم علاج الغمش أثناء الطفولة فإن الغمش ليس له علاج حاليا بعد البلوغ لأن كفاءة العلاج الجراحي تختلف بعد بلوغ ونضج الطفل.[22] وبناء على ذلك فإن الغمش هو السبب الأول عالميا في عمى الأطفال الأحادي وهو حدوث ضرر في عين واحدة.[21] في أفضل الأحوال وهو شئ نادر للغاية فإن المصاب بالغمش قد يستعيد بصر بدقة 20/40.[21]
- العين الحمراء
- قصر النظر
- اعتلال الشبكية السكري: هو أحد مضاعفات مشاكل الأوعية الدموية في مرض السكري والتي تشمل العمى ونقص حدة البصر. يصف اعتلال الشبكية السكري النزيف في الشبكية أو انسداد الأوعية الدموية في الشبكية بسبب زيادة A1C[23] والذي يقيس نسبة مستوى الجلوكوز في الدم.[24] في الواقع فإنه مع زيادة A1C يصبح الناس في عرضة أكبر للإصابة باعتلال الشبكية السكري أكثر من المضاعفات المرتبطة بالأوعية الدموية والمصحابة لمرض السكري.[23] على الرغم من حقيقة أن 8% فقط من البالغين فوق سن الأربعين يعانون من اعتلال الشبكية السكري المهدد للبصر، إلا أن اعتلال الشبكية السكري مسؤول عن حوالي 17% من حالات العمى في عام 2002.[23]
- التهاب الشبكية الصباغي
- اعتلال الشبكية عند الأطفال الخدج
- مرض ستارجاردت
- التهاب العنبية: هي مجموعة من حوالي 30 مرض التهابي في العين،[25] والتي تحدث بسبب العدوى أو الأمراض النظامية أو الأمراض المناعية أو السرطان أو الصدمات.[26] لذا فإن التهاب العنبية يشير إلى مجموعة معقدة من أمراض العين والتي قد تسبب العمى إذا لم تُعالج أو إذا تم تشخيصها بشكل خاطئ.[26] التحدي حاليا في تشخيص التهاب العنبية بدقة هو أن سبب الالتهاب غالبا ما يكون غير معروف أو متعدد الطبقات.[25] وبناء على ذلك فإن حوالي 3-10% من مرضى التهاب العنبية في الدول المتقدمة وحوالي 25% من المرضى في الدول النامية يصبحون عميانا بسبب التشخيص الخاطئ أو بسبب وصف أدوية غير فعالة أو مضادات حيوية أو سترويدات.[26] بالإضافة إلى ذلك فإن التهاب العنبية هو مجموعة واسعة من أمراض العين.[26]
- جفاف الملتحمة: غالبا بسبب نقص فيتامين أ ويُقدر المصابون به بحوالي 5 ملايين طفل كل سنة وتُصاب قرنية حوالي 500 ألف منهم يصاب نصفهم بالعمى.

## التشخيص
من المهم أن يتم فحص الناس عن طريق مختصين في العناية بضعف البصر قبل التدريبات التأهيلية لاستبعاد أي تصحيحات طبية أو جراحية أخرى للمشكلة ومن أجل تحقيق انكسار طبيعي ومن أجل وصف نظارات للنظر الطبيعي أو لضعف البصر أو غيرها من المساعدات البصرية. فقط الطبيب مؤهل لتقييم حالة البصر للمرضى المصابين بمشكلة ما في الجهاز البصري. توفر المؤسسة الطبية الأمريكية طريقة لتقييم فقد البصر حيث أنها تؤثر على قدرة الفرد على القيام بأنشطة الحياة اليومية.
فحص البالغين الذين لا يعانون من أي أعراض هو أمر ليس له فائدة مؤكدة.

## الوبائية
تقدّر منظمة الصحة العالمية أنه في عام 2012 كان هناك 285 مليون شخص مصابين بضعف البصر حول العالم منهم 246 مليون شخص مصابين بضعف البصر بينما هناك 39 مليون منهم مصابين بالعمى.
من المصابين بالعمى 90% يعيشون في البلاد النامية. حول العالم ولكل شخص أعمى هناك متوسط 3.4 شخص ببصر ضعيف مع اختلافات بين البلدان تتراوح بين 2.4 و5.5.
عمريا: توزيع ضعف البصر غير متساو بين الأعمار المختلفة. أكثر من 82% من كل الناس المصابين بالعمى فوق سن الخمسين على الرغم من أنهم يمثلون 19% فقط من سكان العالم. بسبب عدد السنوات المتوقع للحياة تحت العمى فإن عمى الأطفال يعتبر مشكلة كبيرة حيث يقدر وجود 1.4 مليون طفل أعمى تحت عمر 15 سنة.
جنسيا: تشير الدراسات المتوفرة حاليا إلى أنه في كل مناطق العالم وفي كل الأعمار فإن الإناث معرضون بشكل أكبر بكثير لضعف البصر من الذكور.
جغرافيا: ضعف البصر ليس موزعا بشكل متساو حول العالم. أكثر من 90% من المصابين بضعف البصر يعيشون في دول نامية.
منذ تقديرات التسعينات، ظهرت بيانات جديدة على عدد السكان عالميا في سنة 2002 والتي تظهر انخفاضا في عدد المصابين بالعمى أو ضعف البصر وفي عدد المصابين بالعمى بسبب أمراض العدوى، إلا أنها أظهرت ارتفاعا في عدد المصابين بالعمى بسبب الحالات المرتبطة بإطالة العمر.
في 1987 كان يقدر وجود 598 ألف شخص مصاب بالعمى في الولايات المتحدة. من هذا الرقم 58% كانوا فوق سن 65 سنة. في عامي 1994-1995 كان هناك 1.3 مليون شخص أعمى في الولايات المتحدة.

## الوقاية
تقدر منظمة الصحة العالمية أن 80% من حالات فقد البصر هي حالات يمكن تجنبها أو علاجها بالأدوية. هذا يشمل الساد والتراخوما والماء الأزرق واعتلال الشبكية السكري وخطأ الانكسار وبعض حالات عمى الأطفال. يقدر مركز مكافحة الأمراض أن نصف حالات العمى في الولايات المتحدة يمكن تجنبها.

## وصلات خارجية
- Chisholm, Hugh, ed. (1911). "العمى" . Encyclopædia Britannica (بالإنجليزية) (11th ed.). Cambridge University Press.
- أمراض العين
- مركز المصابين بضعف البصر معلومات ومصادر حول ضعف البصر